# Орден Святого Иоанна Иерусалимского

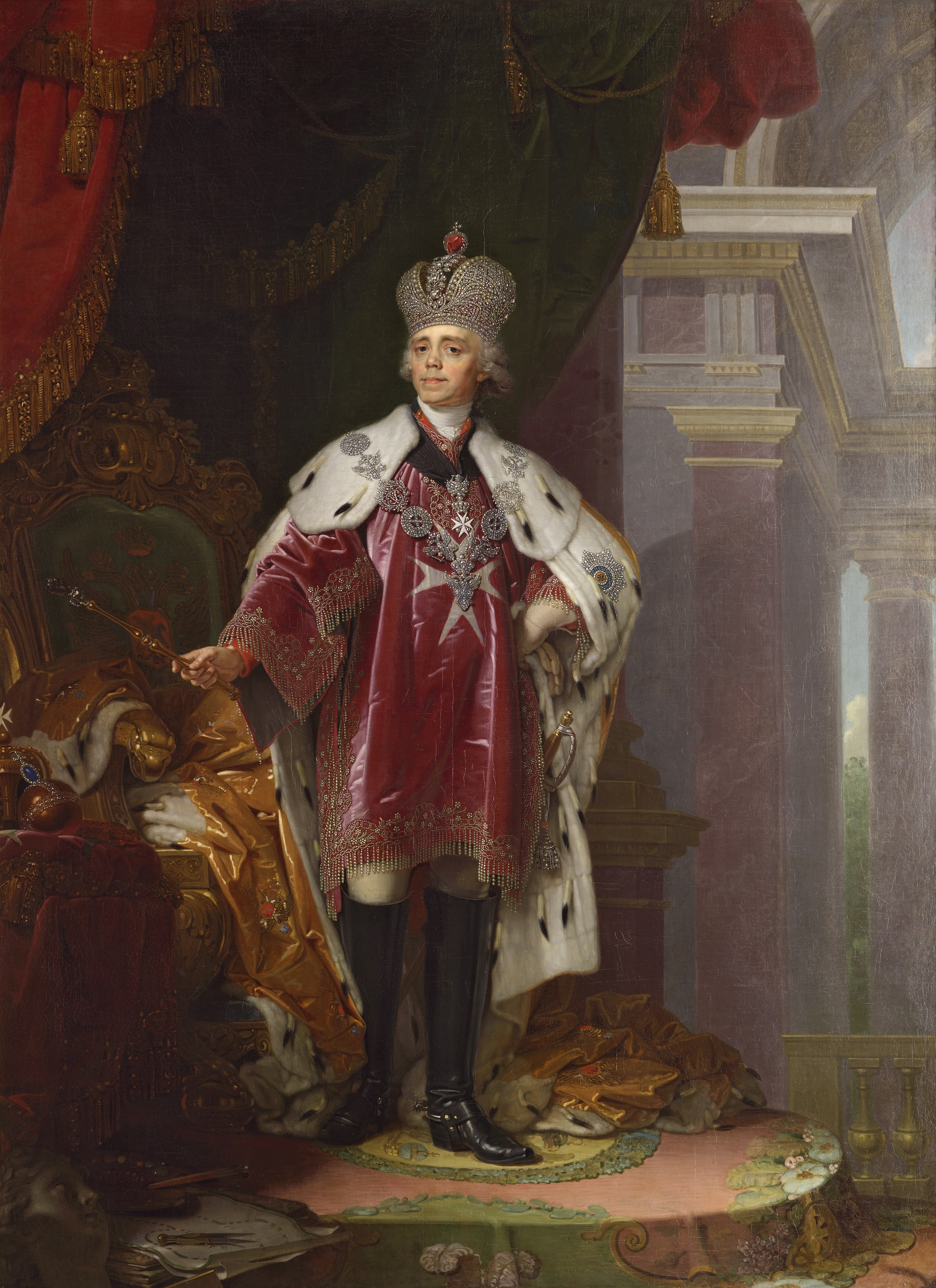
Портрет Павла I в костюме гроссмейстера Мальтийского ордена работы В. Л. Боровиковского, 1800

Орден Святого Иоанна Иерусалимского (Мальтийский крест) — орден Российской империи. Назван в честь Иоанна Крестителя.

## История

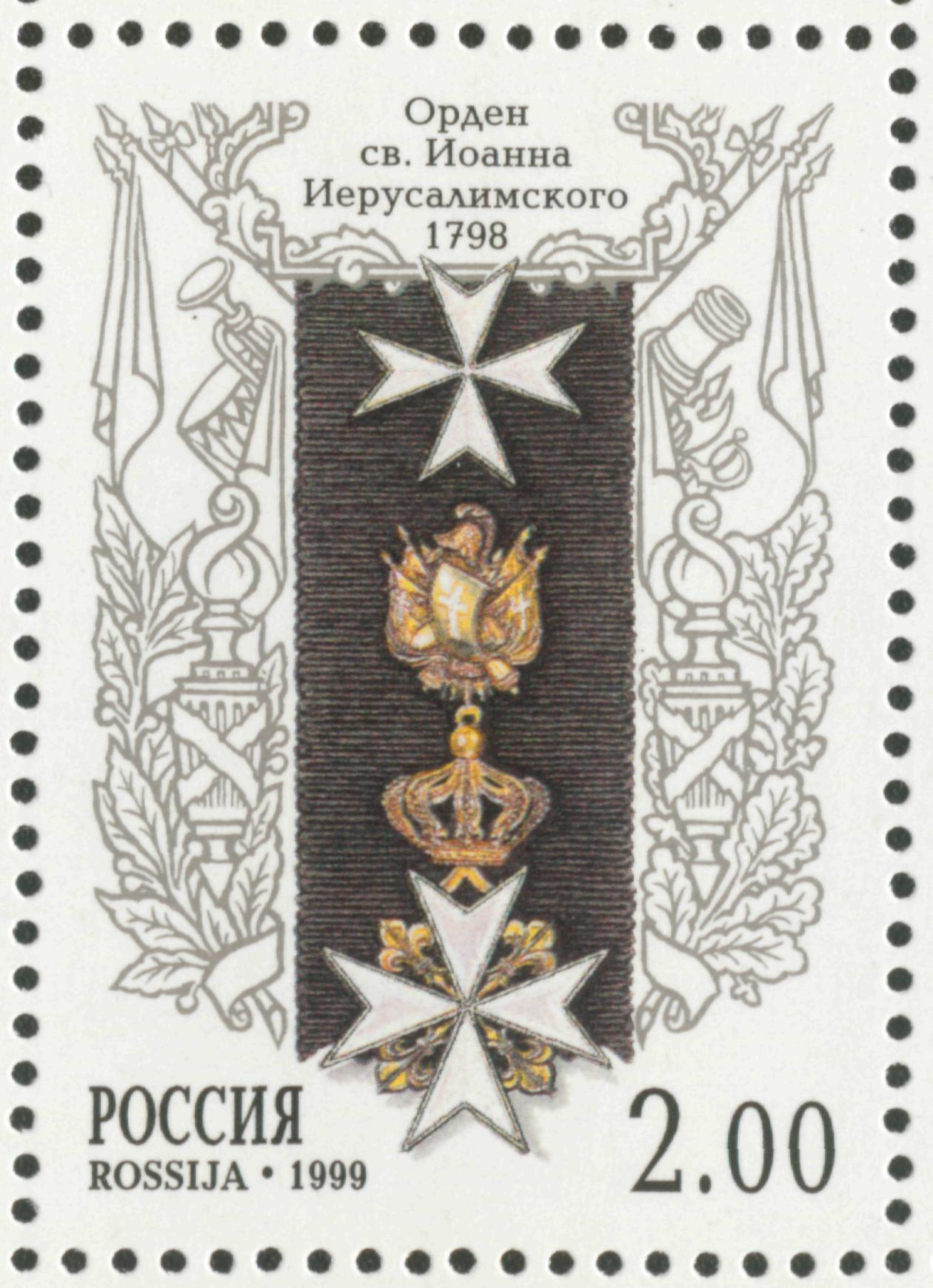
Почтовая марка России, 1999 год

В 1798 году, когда Наполеон I во время экспедиции в Египет захватил Мальту, рыцари ордена обратились к российскому императору Павлу I с просьбой принять на себя сан Великого магистра ордена Св. Иоанна Иерусалимского, на что последний согласился.
29 ноября 1798 года Павел I издал высочайший Манифест об установлении в пользу российского дворянства ордена Св. Иоанна Иерусалимского и Правила для принятия дворянства Российской империи в сей орден.
В годы правления Павла I орден Св. Иоанна Иерусалимского стал, по существу, высшим знаком отличия, жалуемым за гражданские и военные заслуги. Пожалование же командорства превосходило по своему значению даже награждение орденом Св. Андрея Первозванного, так как этим выражалось личное благорасположение государя. В день своей коронации 5 апреля 1797 года Павел I объединил существующие в России орденские корпорации в единый Российский кавалерский орден, или Кавалерское общество. Однако в него не вошли кавалеры орденов, учреждённых императрицей Екатериной II — Св. Георгия и Св. Владимира.
Преемник Павла I на российском престоле Александр I убрал из Государственного герба Мальтийский крест и сложил с себя полномочия Великого магистра. Награждения орденом были прекращены, при этом Орден как организация продолжал существовать. 26 февраля 1810 года Александр I издал указ, предписывающий, «оставляя существование сего Ордена впредь до усмотрения в настоящем его положении», передать финансовую деятельность Ордена Государственному казначейству.
20 января 1817 года последовал высочайший указ «О недозволении получающим в нынешнее время Орден Св. Иоанна Иерусалимского носить оный». Указ был издан в связи с тем, что при посредничестве кавалера Большого командорского креста ордена Св. Иоанна Иерусалимского, посланника Серра-де-Каприолы, несколько российских подданных получили этот орден незадолго до издания указа. В указе запрет мотивировался тем, что Российского Приорства Ордена уже не существует. Указ не содержал запрета на ношение ордена, полученного во время существования его Российского Приорства.

Знаки ордена Святого Иоанна Иерусалимского
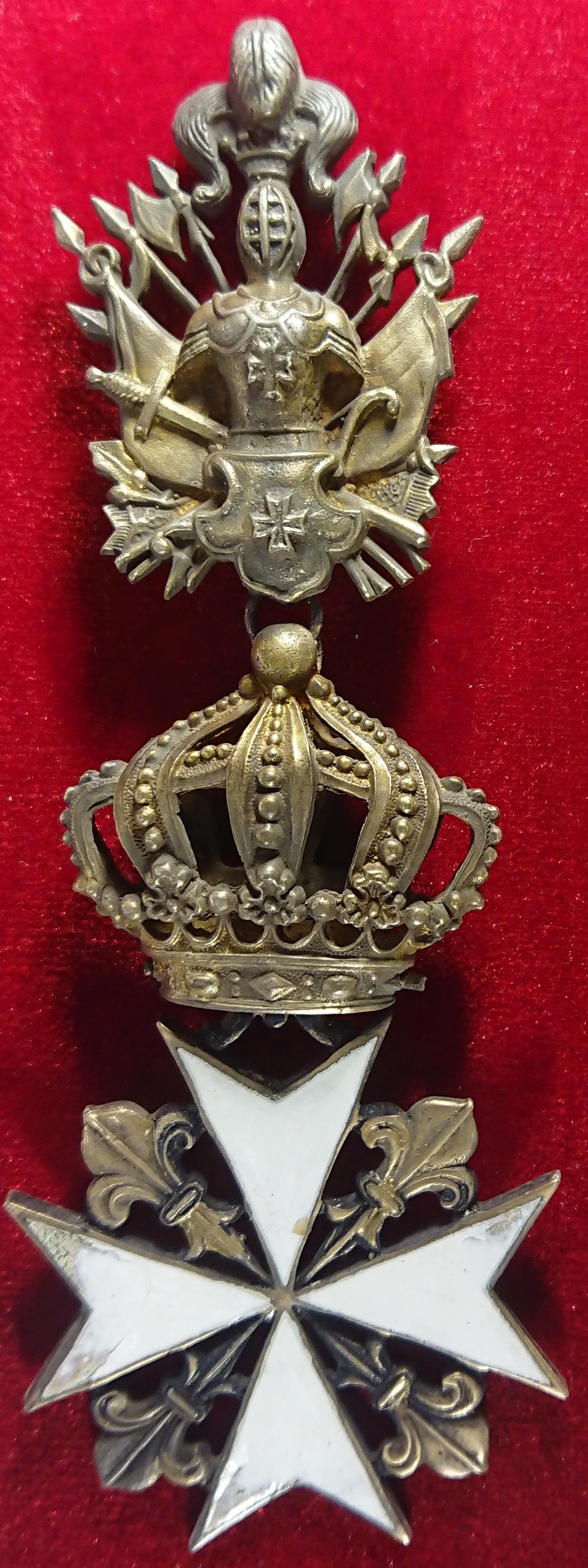
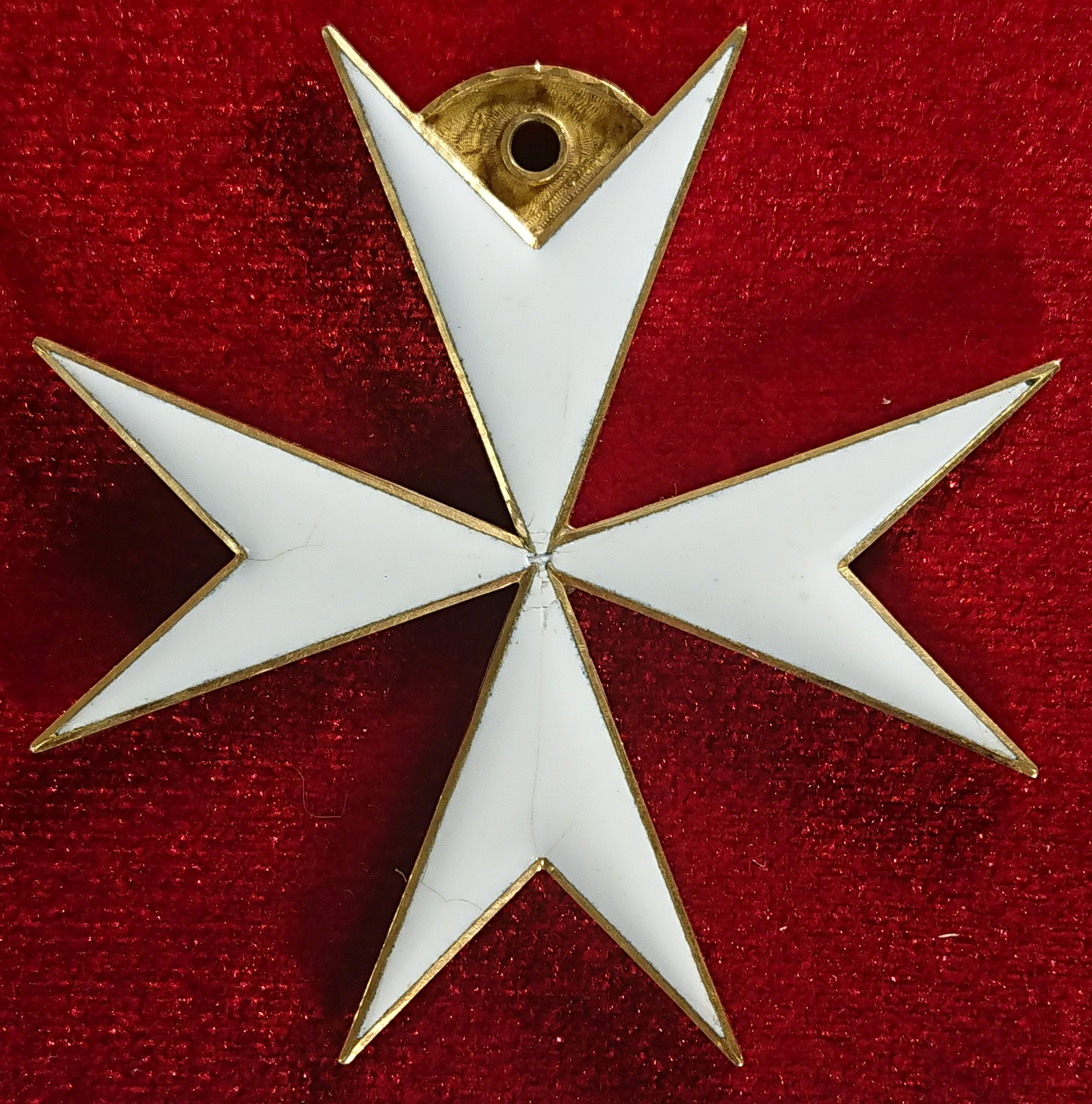
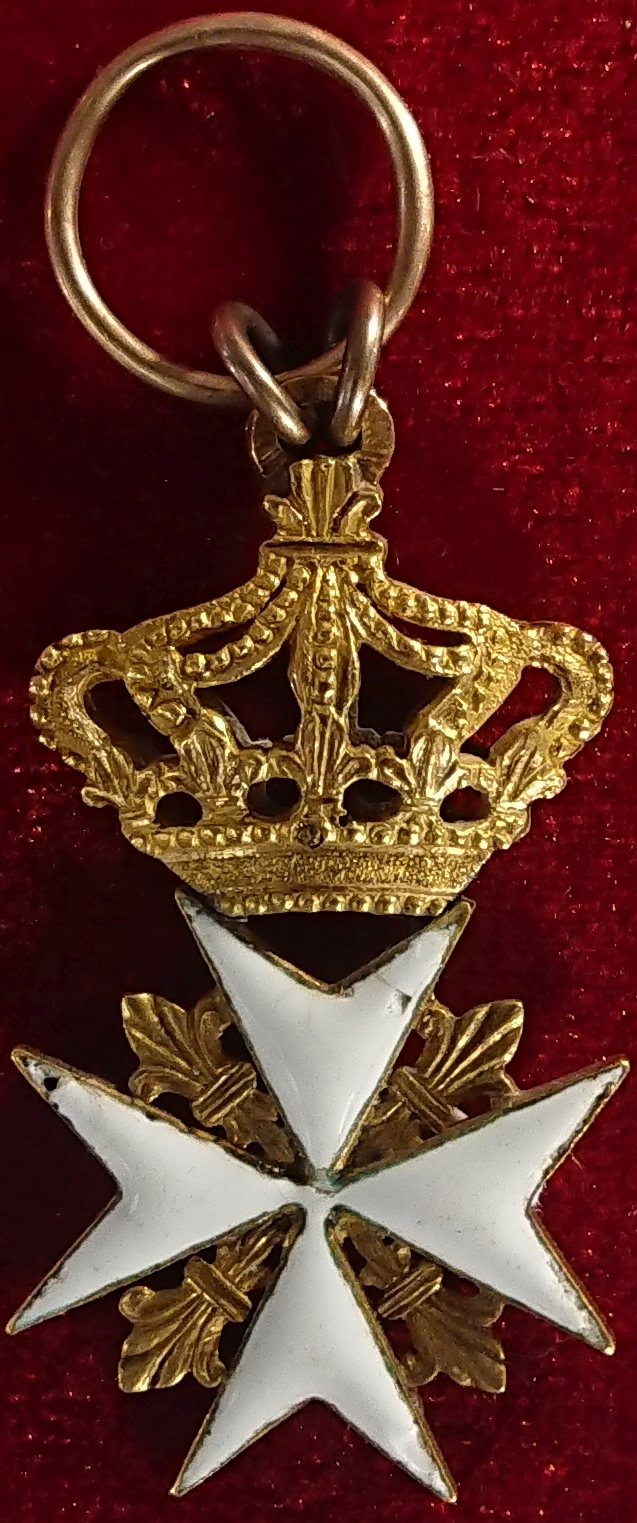

## Степени
Орден имел три степени:
- I степень — Большой командорский крест;
- II степень — Командор;
- III степень — Кавалер;

## Комментарии
1. ↑  Де-юре это означало, что с даты издания указа орден следовало считать иностранным.